# فرانشيسكو كاساجراندي
فرانشيسكو كاساجراندي (بالإيطالية: Francesco Casagrande)‏ مواليد 14 سبتمبر 1970 في فلورنسا، هو دراج إيطالي سابق في صنف سباق الدراجات على الطريق. سبق أن شارك في دورة الألعاب الأولمبية الصيفية.

## سباقات أو مراحل فاز بها
- طواف سويسرا
- طواف إيطاليا

## روابط خارجية
- فرانشيسكو كاساجراندي على موقع أرشيف الدراجات (الإنجليزية)
- فرانشيسكو كاساجراندي على موقع إحصائيات الدراجات الإحترافية (الإنجليزية)
- فرانشيسكو كاساجراندي على موقع نسبة الدراجات (الإنجليزية)
- فرانشيسكو كاساجراندي على موقع CycleBase (الإنجليزية)
- فرانشيسكو كاساجراندي على موقع أوليمبيديا (الإنجليزية)